# جید پنوک
جید پنوک (انگلیسی: Jade Pennock؛ زادهٔ ۸ ژانویهٔ ۱۹۹۳) بازیکن فوتبال اهل انگلستان است که برای باشگاه بیرمنگام سیتی در سوپر لیگ زنان انگلستان بازی می‌کند. او در پست وینگر، هافبک تهاجمی و گاهی اوقات به عنوان مهاجم بازی می‌کند.
او بهترین گلزن و بالاترین پاس گل تاریخ قهرمانی شفیلد یونایتد است.